# Górka (powiat brzeski)
Górka – wieś w Polsce położona w województwie małopolskim, w powiecie brzeskim, w gminie Szczurowa.

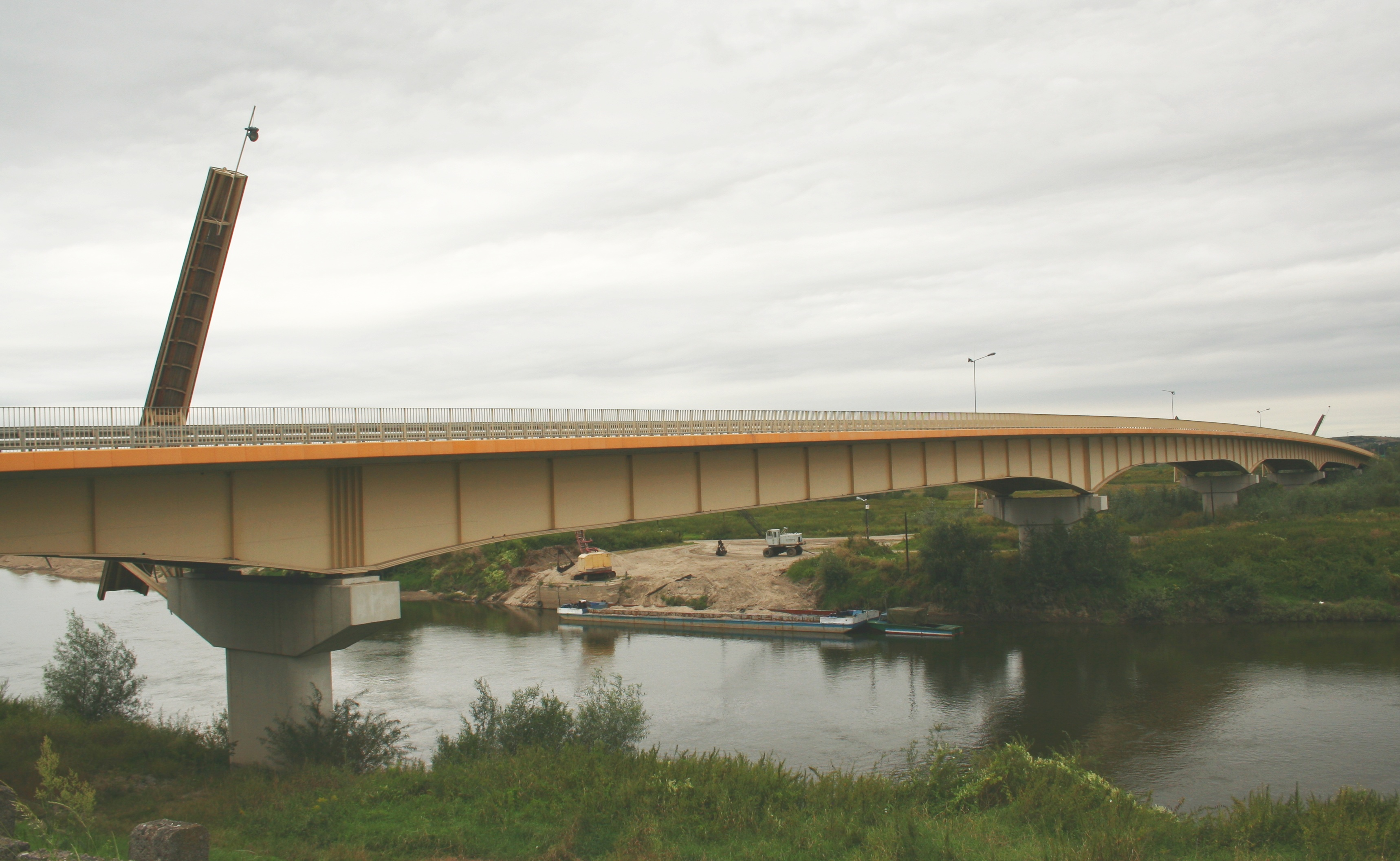
Most nad Wisłą w pobliżu Górki

W latach 1954–1959 wieś należała i była siedzibą władz gromady Górka, po jej zniesieniu w gromadzie Szczurowa. W latach 1975–1998 miejscowość administracyjnie należała do województwa tarnowskiego. Integralne części miejscowości: Kępa, Poddębówka, Podlesie, Podrząchowie, Sekułki, Zabełcze.
W pobliżu miejscowości znajduje się most nad Wisłą.
Zabytki: dwór.